# 110

110(백십)은 109보다 크고 111보다 작은 자연수다.

## 수학
- 합성수로, 그 약수는 1, 2, 5, 10, 11, 22, 55, 110이다. 진약수의 합은 106이므로, 110은 부족수다.
- 8번째 쐐기수다. 앞의 쐐기수는 105, 다음 쐐기수는 114다.
- {\displaystyle 110=10\times 11}
  - 연속하는 두 자연수의 곱으로 나타낼 수 있으며, 이 성질을 지닌 앞의 수는 90, 다음 수는 132이다.
- {\displaystyle 110=5^{2}+6^{2}+7^{2}}
  - 연속하는 세 자연수의 제곱합으로 나타낼 수 있으며, 이 성질을 지닌 앞의 수는 77, 다음 수는 149다.
- {\displaystyle 21^{2}-1}은 110으로 나누어떨어진다.

## 과학·기술
- 다름슈타튬(Ds)의 원자번호.
- 메시에 천체 목록에는 110개의 천체가 등록되어 있다. 110번째는 M110이다.
- NGC 110: 카시오페이아자리 방향에 있는 산개성단.
- 110볼트
- 110 필름: 스틸 사진 촬영에 사용되는 카트리지 타입의 필름 형식.

## 교통

### 철도
- 수도권 전철 1호선 의정부역의 역번호.
- 부산 도시철도 1호선 자갈치역의 역번호.
- 대전 도시철도 1호선 탄방역의 역번호.
- 광주 도시철도 1호선 화정역의 역번호.
- 대구 도시철도 1호선은 110번 역이 없고, 115번부터 시작한다.

### 도로
- 고속도로 및 국도
  - 제2경인고속도로의 노선 번호.
  - 일본 110번 국도 (폐지): 일본의 과거 국도.
- 기타 도로
  - 현도 제110호선

## 군사
- U-110: 독일의 군용 잠수함. 제1차 세계 대전에 사용된 1917년제 모델(영어판, 독일어판)과 제2차 세계 대전에 사용된 1940년제 모델(영어판, 독일어판)이 있다.

## 문화유산
- 대한민국의 국보 제110호: 이제현 초상
- 대한민국의 보물 제110호: 광주 지산동 오층석탑
- 대한민국의 사적 제110호: 성저오리정계석표 (해제)[a]

## 방송
- 스카이라이프의 채널A플러스 채널 번호.
- 지니 TV의 중화TV 채널 번호.
- U+ TV의 SPOTV 프라임 채널 번호.
- LG헬로비전의 SPOTV2 채널 번호.

## 스포츠
- 육상 경기 종목 중 110m 허들이 있으며, 남자 전용 종목이다.

## 기타
- 날짜: 1월 10일
- 연도: 110년, 기원전 110년
- 110년대
- 대한민국 정부 민원안내 콜센터 전화번호. 국번없이 110번이다.
- 응급 전화번호
  - 일본, 독일, 중화인민공화국에서 경찰을 부르는 응급 전화번호.
  - 조선민주주의인민공화국에서 소방대를 부르는 응급 전화번호.
- 한국십진분류법에서 형이상학에 관한 책들이 분류되는 번호.
- 대한민국 일부 고속도로에서 고속버스 및 승용차의 최고 허용 속도는 110 km/h이다.
- N-SAT-110(일본어판, 영어판)